# الكسندر نيفين
الكسندر نيفين (بالإنجليزية: Alexander Nevin)‏ هو لاعب كرة قاعدة أمريكي، ولد في 3 أكتوبر 1850 في Allegheny, Pennsylvania ‏ في الولايات المتحدة، وتوفي في 10 أكتوبر 1921 في بينساكولا في الولايات المتحدة.

## وصلات خارجية
- الكسندر نيفين على موقعبيزبول رفرنس.كوم (الدوري الرئيسي) (الإنجليزية)